# Synagoga w Radnicach
Synagoga w Radnicach (cz. Synagoga v Radnicí) – zabytkowa synagoga znajdująca się w Radnicach, w Czechach.
Synagoga została zbudowana w 1781. W 1935 po likwidacji gminy żydowskiej synagoga została zamknięta. W latach 1945–1992 w jej wnętrzach mieścił się warsztat samochodowy. Po 1992 synagoga została gruntownie wyremontowana, dzięki czemu odzyskała swój dawny wygląd. Obecnie mieści się w niej ekocentrum Czeskiego Związku Ochrony Przyrody.
Murowany budynek synagogi wzniesiono na planie prostokąta w stylu barokowym. Przy narożnikach budowli znajdują się pilastry. Całość zwieńczona jest gzymsem i jest przykryta dachem czterospadowym. We wnętrzu zachowały się empory dla kobiet.

## Galeria

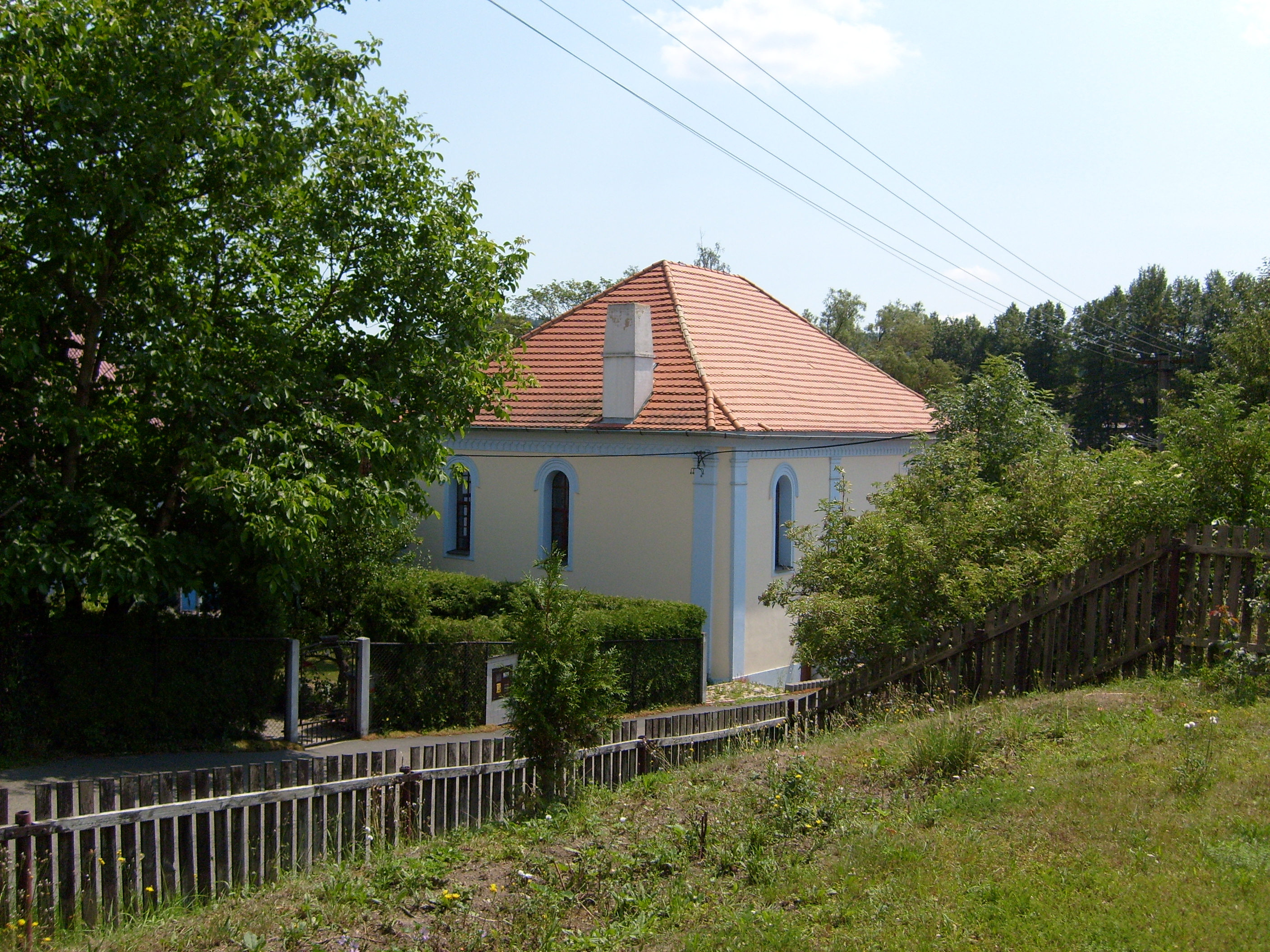
Synagoga
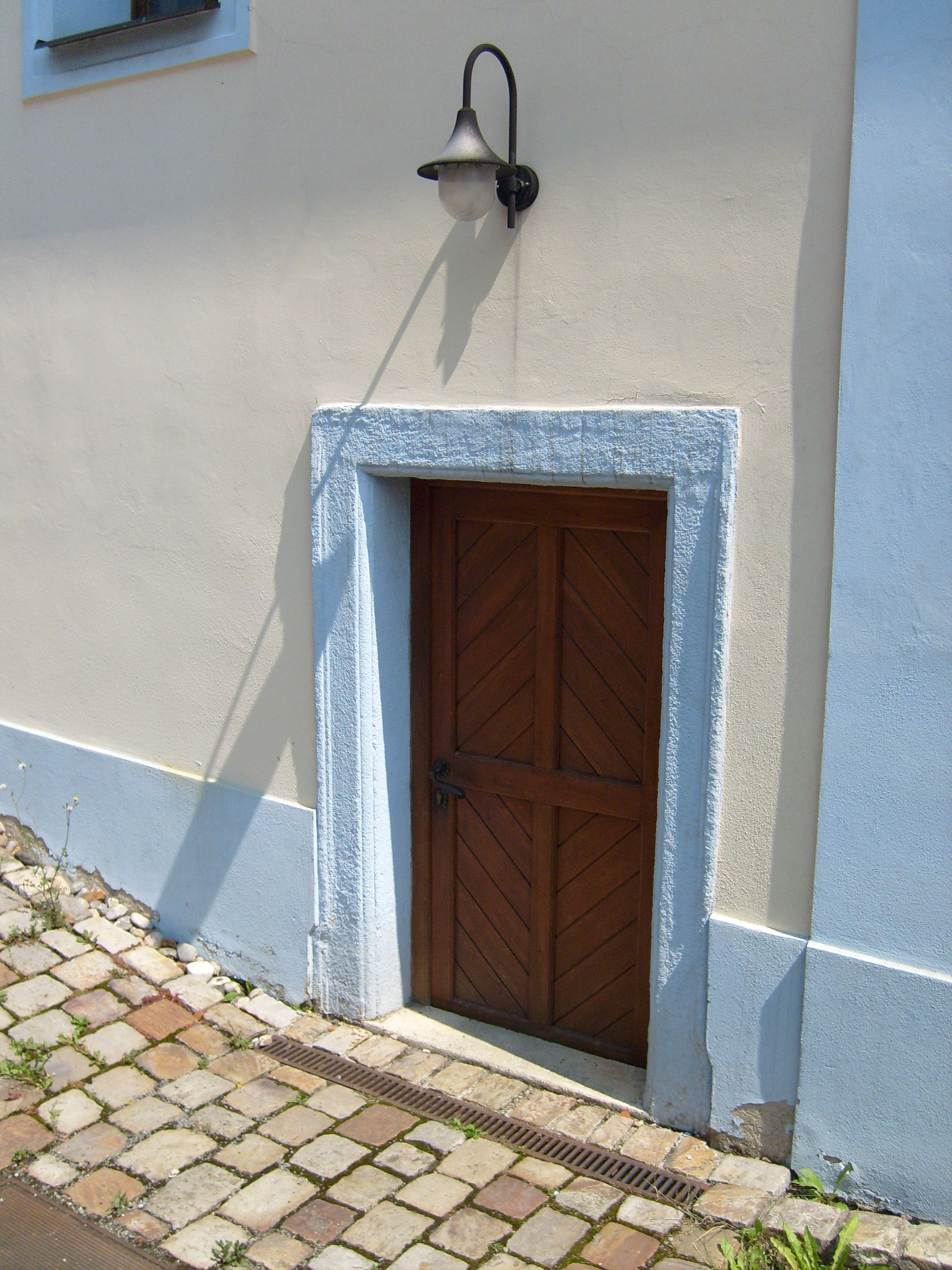
Wejście boczne
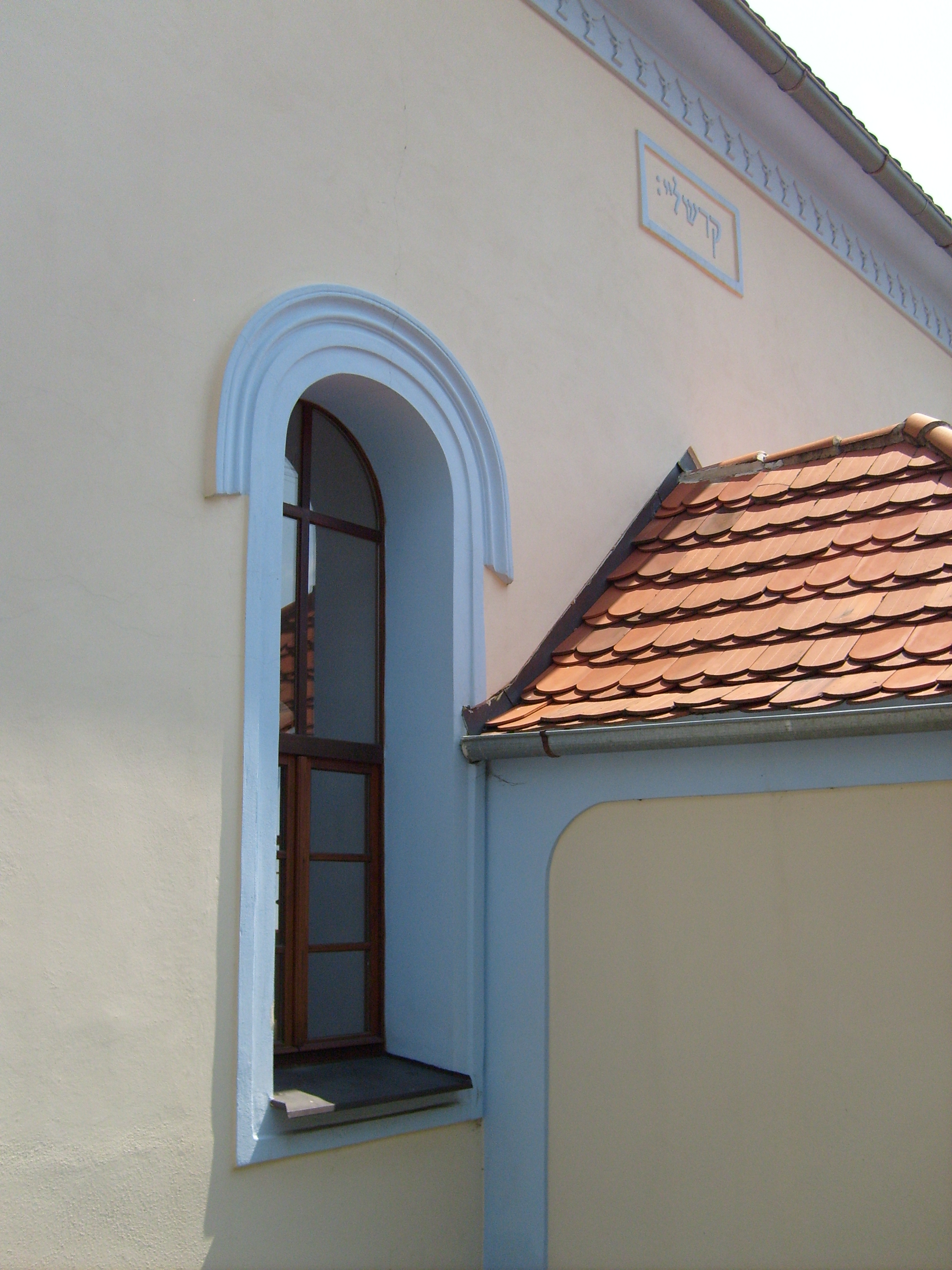
Okno
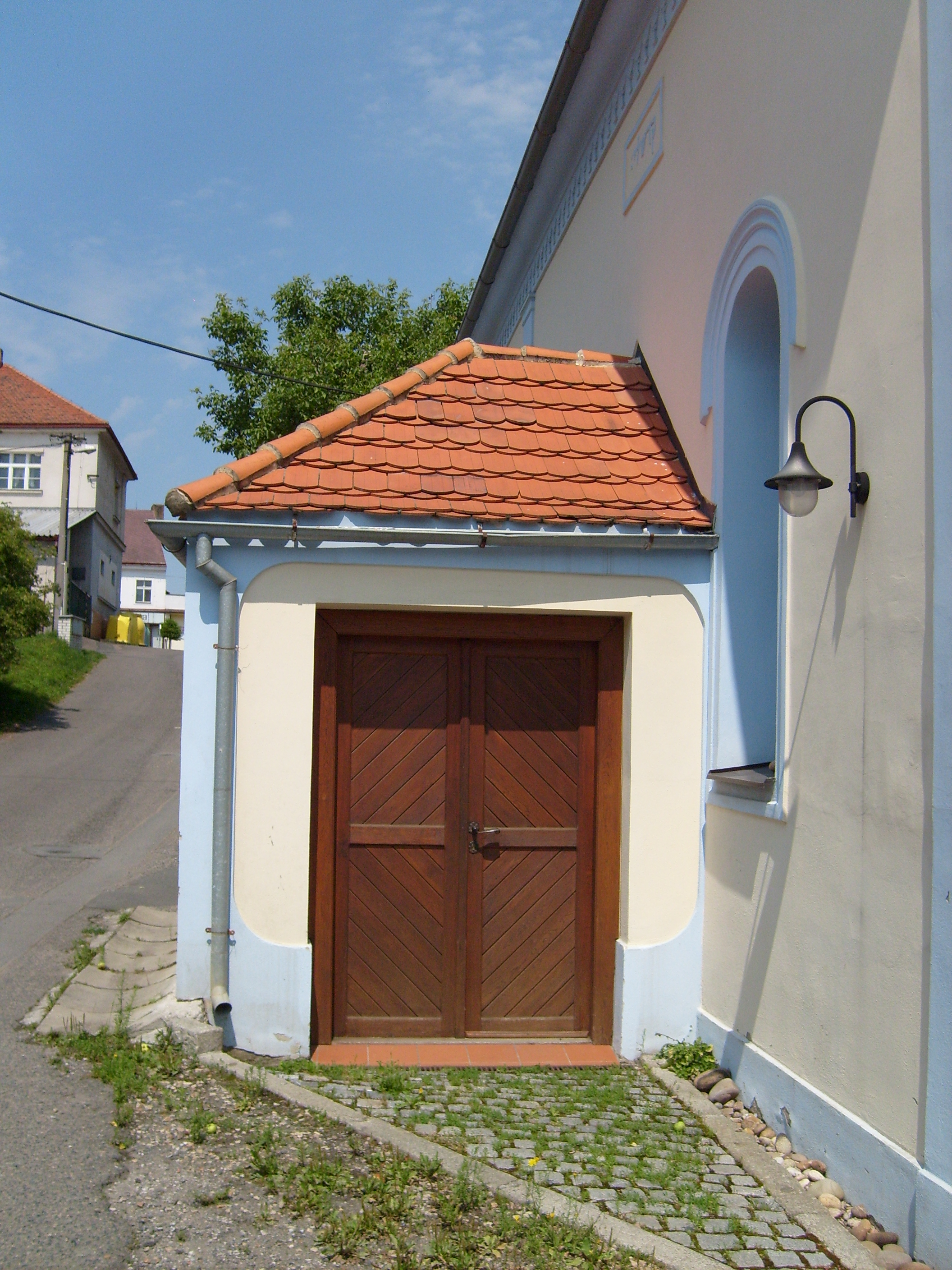
Wejście główne